# Waddinxveen

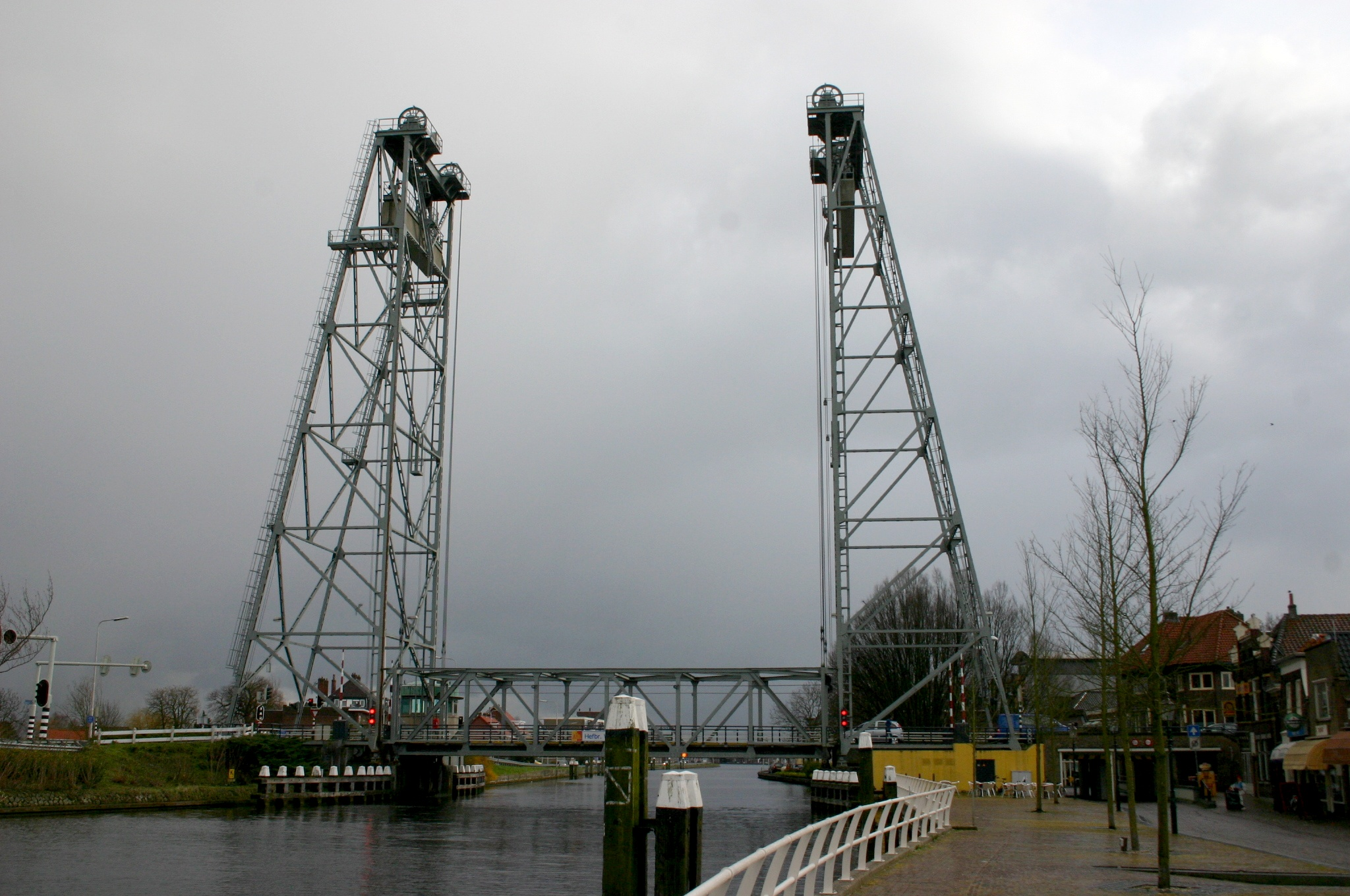
Lyftbron.

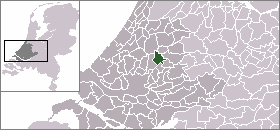
Waddinxveens läge i Nederländerna

Waddinxveen är en kommun i provinsen Zuid-Holland i Nederländerna. Kommunens totala area är 29,39 km² (där 1,52 km² är vatten) och invånarantalet är på 26 304 invånare (2004).